# Jeux sud-asiatiques de 1989
Les Jeux sud-asiatiques 1989 se sont déroulés à Islamabad, au Pakistan en 1989. Il s'agit de la 4e édition.

## Tableaux des médailles
| Rang | Nation     | Or | Argent | Bronze | Total |
| ---- | ---------- | -- | ------ | ------ | ----- |
| 1er  | Inde       | 61 | 43     | 20     | 124   |
| 2e   | Pakistan   | 42 | 33     | 22     | 97    |
| 3e   | Sri Lanka  | 6  | 10     | 21     | 37    |
| 4e   | Bangladesh | 1  | 12     | 24     | 37    |
| 5e   | Népal      | 1  | 10     | 21     | 32    |
| 6e   | Bhoutan    | 0  | 0      | 3      | 3     |
| 7e   | Maldives   | 0  | 0      | 0      | 0     |